# Frank McRae
Frank McRae (ur. 18 marca 1944 w Memphis w stanie Tennessee, zm. 29 kwietnia 2021 w Santa Monica) – amerykański aktor filmowy i telewizyjny, także zawodowy futbolista; zawodnik Chicago Bears w sezonie 1967 NFL.
Zmarł na zawał serca.

## Filmografia
Filmy:
- Shaft w Afryce (1973) jako Osiat
- Dillinger (1973) jako Reed "Młoda krew"
- Bank do obrobienia (1974) jako Hermann X
- Ciężkie czasy (1975) jako bandyta z młotem
- Z podniesionym czołem 2 (1975) jako Riley
- F.I.S.T. (1978) jako Lincoln Dombrowsky
- Wielka środa (1978) jako sierżant
- Koniec (1978) jako pielęgniarz
- Paradise Alley (1978) jako Big Glory
- Rocky II (1979) jako kierownik zakładu mięsnego
- Norma Rae (1979) jako James Brown
- 1941 (1979) jako szeregowy Ogden Johnson Jones
- Używane samochody (1980) jako Jim
- Ulica Nadbrzeżna (1982) jako Hazel
- 48 godzin (1982) jako kpt. Haden
- W krzywym zwierciadle: Wakacje (1983) jako Grover
- Czerwony świt (1984) jako pan Teasdale
- Bez baterii nie działa (1987) jako Harry Noble
- Osadzony (1989) jako Eclipse
- Licencja na zabijanie (1989) jako Sharkey
- Pożegnanie z królem (1989) jako sierżant Tenga
- Czarodziej (1989) jako Spankey
- Następne 48 godzin (1990) jako kpt. Haden
- Rysopis mordercy (1992) jako detektyw Milon
- Bohater ostatniej akcji (1993) jako porucznik Dekker
- Strzelając śmiechem (1993) jako kpt. Doyle
- Jack Błyskawica (1994) jako pan Doyle
- Asteroida (1997) jako Lloyd Morgan
- Houdini: Magia życia (1998) jako odźwierny
- Pęd ku zagładzie (1999) jako Roger Tate
- Z piekła rodem (2000) jako Lester
- Miłość – wędrówka bez kresu (2005) jako Cookie
- Miłości wieczna radość (2006) jako Cookie

Seriale TV:
- Sierżant Anderson (1974-78) jako Bubba (gościnnie, 1977)
- Wonder Woman (1975-79) jako Foreman (gościnnie, 1979)
- Quincy (1976-83) jako Butterworth (gościnnie, 1979)
- Magnum (1980-88) jako włamywacz (gościnnie, 1984)
- Posterunek przy Hill Street (1981-87) jako Jerome Simmons (gościnnie, 1985)
- Strefa mroku (1985-89) jako szeryf (gościnnie, 1985)
- Columbo jako porucznik Robertson (w odc. pt. Lepszy wróbel w garści...  z 1992)
- Ostry dyżur (1994–2009) jako Freddie (gościnnie, 2003)